# Efisio Flores d'Arcais
Efisio Flores d'Arcais (Cagliari, 10 aprile 1801 – Torino, 27 febbraio 1858) è stato un politico italiano.

## Biografia
Fu Deputato del Regno di Sardegna in due legislature.